# Design antagônico
Design antagônico é um tipo de design político que evoca e envolve questões políticas. Ao fazê-lo, a produção cultural do design antagônico atravessa todas as fronteiras disciplinares na construção de objetos, interfaces, redes, espaços e eventos. Mais importante ainda, o design antagônico faz o trabalho de expressar e permitir o agonismo.

## Origem e significado
O termo foi usado pela primeira vez por Carl DiSalvo em seu livro Adversarial Design de 2012, como uma tentativa de fornecer a crítica de design como uma abordagem para pensar sobre a expressão política, a computação como meio e os processos e produtos do design.

## Características
Fundamental para o design antagônico é o agonismo, uma condição de contestação e dissenso produtivos. O design antagônico permite que espaços de agonismo floresçam e forneça recursos e oportunidades para que outros participem nesta contestação. Como tal, antagônico em design antagônico abre caminho para dissensos, relações contestacionais e experiências através de artefatos concebidos e sua expressão. É, portanto, tendencioso e assume posições divisivas.}}
Tendo o agonismo como base do design antagônico, estes aspectos afetivos da crítica e do comentário no discurso político visam gerar desacordo e confronto que estão sempre em curso e uma contestação que está sempre em ciclo. O design antagônico facilita o questionamento, o desafio e o reenquadramento contínuos como um mecanismo auto-reflexivo para que a democracia seja eficaz.
DiSalvo também faz uma distinção entre o design antagônico como design político (design para a competição contínua entre a força e os ideais) e não o design para a política, que é concebido para apoiar os meios de governação. Assim, uma das características do design antagônico é o discernimento cultivado das qualidades políticas dos artefatos e sistemas.

## Exemplos
- CCD - Me Not Umbrella de Mark Shepard (2009);[4]
- Feral Robotic Dogs por Natalie Jeremijenko (2002);[5]
- Machine Therapy por Kelly Dobson (2007);[6]
- Million Dollar Blocks por SIDL (2003);[7]
- Natural Fuse por Haque Design(2009);[8]
- Oil Standard por Michael Mandiberg (2006);[9]
- Spore 1.1 por Douglas Easterly e Matthew Kenyon (2007);[10]
- State-Machine:Agency por Max Carlson e Ben Cerveny (2005);[11]
- They Rule (2001, 2004, 2011) e Exxon Secrets (2014) por Josh On;[12][13]
- Unfluence por Skye Bender-deMoll e Greg Michalec (2007).[14]